# Luís Eduardo Magalhães
Luís Eduardo Magalhães är en kommun i Brasilien.   Den ligger i delstaten Bahia, i den östra delen av landet, 400 km norr om huvudstaden Brasília. Antalet invånare är 60 179.
Omgivningarna runt Luís Eduardo Magalhães är huvudsakligen savann. Runt Luís Eduardo Magalhães är det mycket glesbefolkat, med 5 invånare per kvadratkilometer.